# Hassi Berkane
Pour les articles homonymes, voir Hassi.

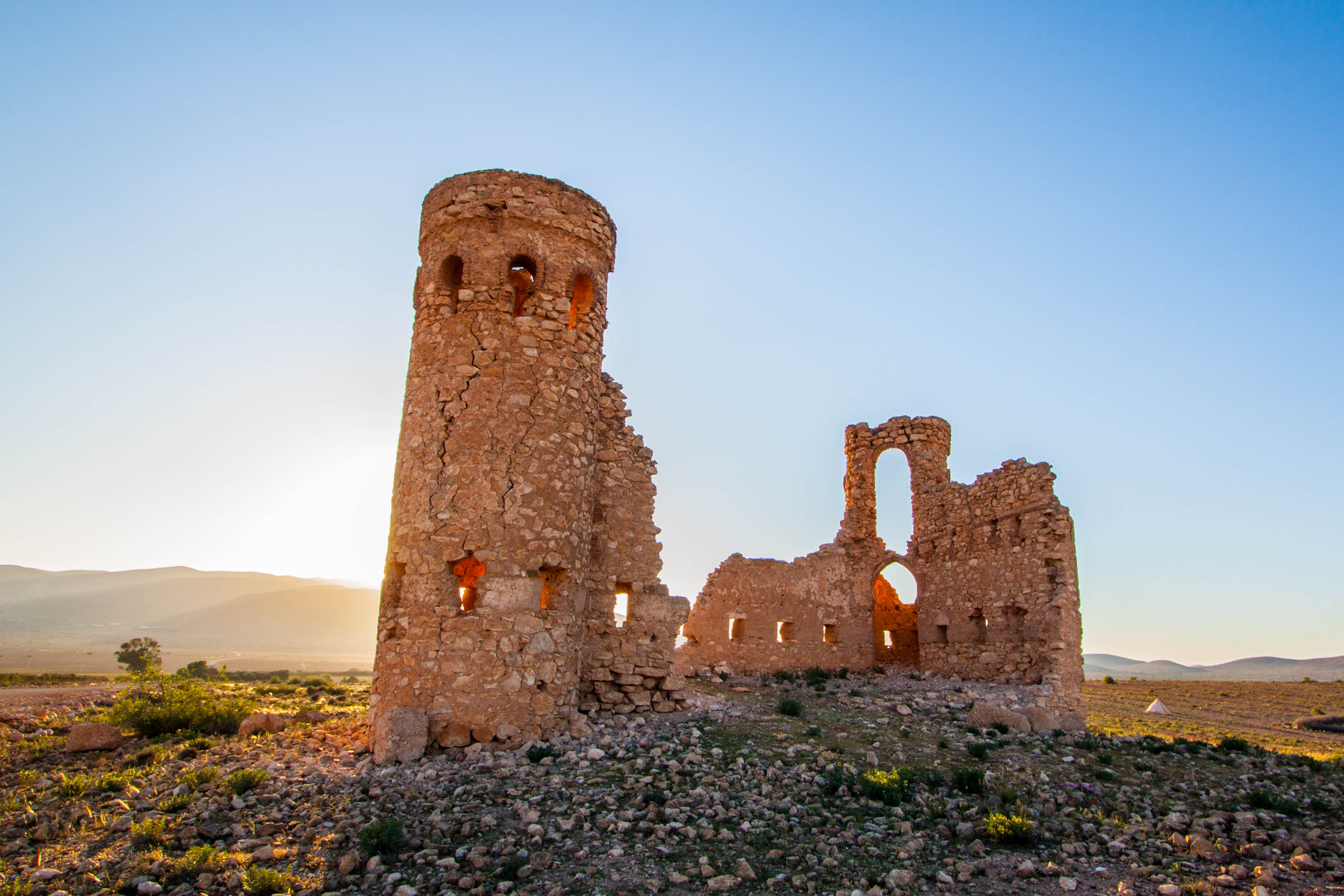

Hassi Berkane est une ville située dans la région tribale des Beni Bou Yahyi, dans le Rif, au nord du Maroc. "Hassi Berkane" signifie "Puits noir" en berbère.